# Mark Nabburg
| Zeitleiste Nabburg                | Zeitleiste Nabburg                                                              |
| Archäologische Funde              | Archäologische Funde                                                            |
| --------------------------------- | ------------------------------------------------------------------------------- |
| 12000–4000 v. Chr.                | Funde von Klingen, Pfeilspitzen und Silices                                     |
| 4000–1800 v. Chr.                 | verschiedene Steinbeile                                                         |
| 1800–1200 v. Chr.                 | Bronzeschwert                                                                   |
| 1200–800 v. Chr.                  | Urnen und verzierte Kleingefäße                                                 |
| Vorgermanische Besiedelung        |                                                                                 |
| Mitte 1. Jh.                      | Kelten                                                                          |
| 8. Jh.                            | Slawen                                                                          |
| Mark Nabburg                      |                                                                                 |
| 929                               | Ersterwähnung der Burg Nabburg                                                  |
| 1004                              | markgräfliche Münze aus Nabburger Münzstätte                                    |
| 1040                              | Ersterwähnung der Mark Nabburg                                                  |
| Amt Nabburg                       |                                                                                 |
| 1285                              | Urbarsamt Nabburg                                                               |
| 1300                              | Vitztumamt Nabburg                                                              |
| 1315–1803                         | Pflegamt Nabburg                                                                |
| 1329–1628                         | Stadt und Amt Nabburg                                                           |
| 1411                              | Auflösung des Vitztumamtes Nabburg und Eingliederung in das Vitztumamt Amberg   |
| 1419                              | Pfarrei Nabburg                                                                 |
| 1433                              | Pfarrkirche St. Johann, Nabburg                                                 |
| 1560–1660                         | Reformationswirren in Nabburg                                                   |
| 1560                              | Superintendentur Nabburg (protestantisch)                                       |
| 1660                              | Nabburg ist wieder ausnahmslos katholisch                                       |
| 1782                              | Dekanat Nabburg (katholisch)                                                    |
| Landgericht und Landkreis Nabburg |                                                                                 |
| 1803–1862                         | Landgericht Nabburg                                                             |
| 1862–1939                         | Bezirksamt Nabburg                                                              |
| 1862–1939                         | Bezirk Nabburg                                                                  |
| 1939                              | Landratsamt Nabburg                                                             |
| 1939–1972                         | Landkreis Nabburg                                                               |
| 1972                              | Auflösung und Aufteilung auf Landkreis Schwandorf und Landkreis Amberg-Sulzbach |

Die Marken Cham und Nabburg um 1055

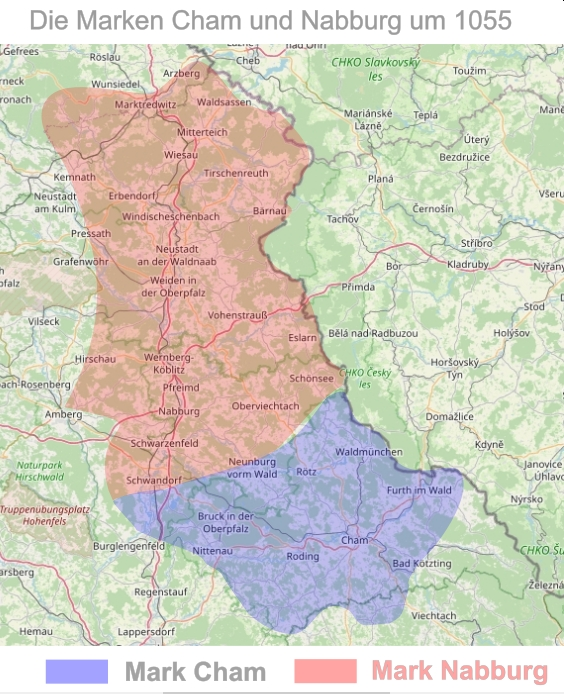
Die Marken Cham und Nabburg um 1055

Die Mark Nabburg war eine Mark des Römisch-Deutschen Reichs an der Grenze zu Böhmen nördlich der Mark Cham und östlich der Naab. Sie wurde im Jahr 1040 erstmals urkundlich erwähnt.

## Geographische Lage
Die Mark Nabburg reichte vom Naabtal (einschließlich Haide- und Fichtelnaab) im Westen bis zur Kammlinie des Oberpfälzer Waldes im Osten und bis zur Nord-Ost-Grenze des Landkreises Cham im Süden. Das Gebiet des heutigen Landkreises Cham entspricht ungefähr der Mark Cham, die sich im Süden an die Mark Nabburg anschloss. Die Grenze zwischen Mark Nabburg und Mark Cham ist nicht eindeutig geklärt. Es könnte sein, dass Rötz und Tiefenbach als Grenzpfarreien des Dekanats Altendorf der Mark Nabburg zugerechnet werden müssen und dass die Grenze zur Mark Cham weiter südlich im Schwarzachtal verlief. Annähernd deckungsgleich mit dem Gebiet der Mark Nabburg war das Gebiet des Dekanats Altendorf um 1326, ebenso wie das Gebiet des Dekanats Cham mit dem Gebiet der Mark Cham. Kirchliche und politische Kolonisations-, Verteidigungs- und Verwaltungsinteressen ergänzten einander.
Im Norden reichte die Mark Nabburg bis an die Quellen der Haide- und Fichtelnaab und umfasste das zwischen diesen beiden Flüssen gelegene Gebiet. Von den Quellen der Haide- und Fichtelnaab verlief die Grenze vorbei am Kösseine zum Quellgebiet des Schwurbaches (Surbaha) zwischen Kössäin und Schurbach. (Der Schwurbach gehört zu den Quellflüssen des Höllbaches, der bei Riglasreuth in die Fichtelnaab mündet. In der historischen Karte von 1864 ist noch die Bezeichnung Schwurbach zu sehen.) Von dort verlief die Nordgrenze der Mark Nabburg nach Oberredwitz und weiter auf der Straße nach Eger. Fichtelberg, Ebnath und Pullenreuth wurden 1061 als zum Gebiet der Mark Nabburg gehörig erwähnt.
Im Nordosten schloss sich die Region Eger („Regio Egire“) an, die ab 1135 als eigenständiges Gebiet genannt wurde.

## Geschichte
Die Gründung der Burg von Nabburg geht auf das 8. Jahrhundert zurück. Sie diente der Sicherung der Siedlungsgrenze, die nach Norden und Osten vorgeschoben wurde. Sie war sowohl militärischer Stützpunkt als auch regionaler Verwaltungsposten. Außerdem lag sie am Flussübergang über die Naab und am Kreuzungspunkt zweier bedeutender Fernhandelsstraßen der Magdeburger Straße in Nord-Süd-Richtung und einer Verbindungsstraße zwischen Nürnberg und Böhmen in Ost-West-Richtung.
929 wurde Nabburg erstmals urkundlich erwähnt. Die Naabveste gehörte zu dieser Zeit dem Grafschaftsverband des königlichen Begleiters, Herzog Arnulfs von Bayern, an. Arnulf war gleichzeitig Graf im westlichen Donaugau und im Nordgau. Nach dem Tod Arnulfs wurden die nordgauischen Grafschaften an Graf Berthold von Schweinfurt vergeben.
Heinrich I. (947–955), Herzog von Bayern, gründete in Nabburg eine bayerische Münzstätte, die bis zur Herrschaft Heinrichs IV. (995–1004) erhalten blieb. Aus dem Jahr 1003 oder 1004 ist aus dieser Münzstätte eine markgräfliche Münze nachweisbar.
Mitte des 11. Jahrhunderts organisierte Kaiser Heinrich III. das Grenzland. Im Rahmen dieses Prozesses gründete er die beiden Marken Cham und Nabburg. Diese Marken dienten als königliche Verwaltungsbezirke, hatten aber auch wehrpolitischen Charakter. Im Falle von Nabburg stand jedoch die defensive Grenzverteidigung im Vordergrund. Urkundlich erstmals erwähnt wurde die Mark Nabburg in den Jahren 1040 und 1061. Sie lehnte sich in ihrem Umfang an die Grenzen des 1326 beschriebenen Dekanats Altendorf an.
Zunächst war die Mark Nabburg nicht als eigenständige Grafschaft konzipiert, sondern unterstand dem Grafen Otto von Schweinfurt und danach Heinrich von Hildrizhausen. Erst als Ende der 1070er Jahre unter Kaiser Heinrich IV. die Herrschaft an die Diepoldinger überging, erlangte die Mark Nabburg Selbständigkeit. Als erster Markgraf tauchte Diepold II. von Vohburg in einer Urkunde von 1077 auf. Dessen Bruder Rapoto III. war Markgraf der Mark Cham. Diepold II. fiel im Jahre 1078 in der Schlacht bei Mellrichstadt. Ihm folgte sein Sohn Diepold III. von Vohburg als Markgraf von Nabburg und seit dem Tod Rapotos V. von Bayern 1099 auch Markgraf von Cham.
Die Mark Cham hatte eine große militärische Bedeutung für die Grenzsicherung. Im Gegensatz dazu diente die Mark Nabburg mehr als Nachschubbasis und als Ausgangspunkt der Siedlungsbewegung entlang der Naab nach Norden. Diese fand ihren Höhepunkt in der Erschließung des Egerlandes und der Schaffung der regio egere.
Das Egerland gehörte im 11. Jahrhundert zunächst zur Mark Nabburg, wurde aber bereits 1135 als eigener Verwaltungsbezirk regio egere urkundlich erwähnt.
Bei der Heirat von Adela von Vohburg, Schwester des Markgrafen Berthold, mit Herzog Friedrich III. von Schwaben, später Kaiser Friedrich I. Barbarossa, im Jahr 1149 wurde das Egerland von der Mark Nabburg getrennt und fiel als Mitgift an den Staufer Friedrich, wo es auch nach der Scheidung Adelas von Friedrich im Jahr 1153 verblieb.
Die Marken Nabburg und Cham blieben bis zum letzten Drittel des 13. Jahrhunderts bestehen. Dann erwarben die Wittelsbacher nach und nach das Gebiet und fassten es in neue Gebietseinheiten zusammen. Dies führte zu einer Dezentralisierung der ehemaligen Marken. Umfang, Aufgabe und Struktur der Marken Cham und Nabburg wurden durch die wittelsbachischen Landesteilungen in den späteren Jahrhunderten verwischt.
Nachfolgende Verwaltungseinheiten der Mark Nabburg waren das Pflegamt Nabburg (1315–1803), das Landgericht Nabburg (1803–1862), das Bezirksamt Nabburg (1862–1939) und der Landkreis Nabburg (1939–1972). 1972 wurde der Landkreis Nabburg in den Landkreis Schwandorf eingegliedert.